# Wendenborstel
Wendenborstel ist ein Ortsteil der Gemeinde Steimbke im Landkreis Nienburg/Weser.

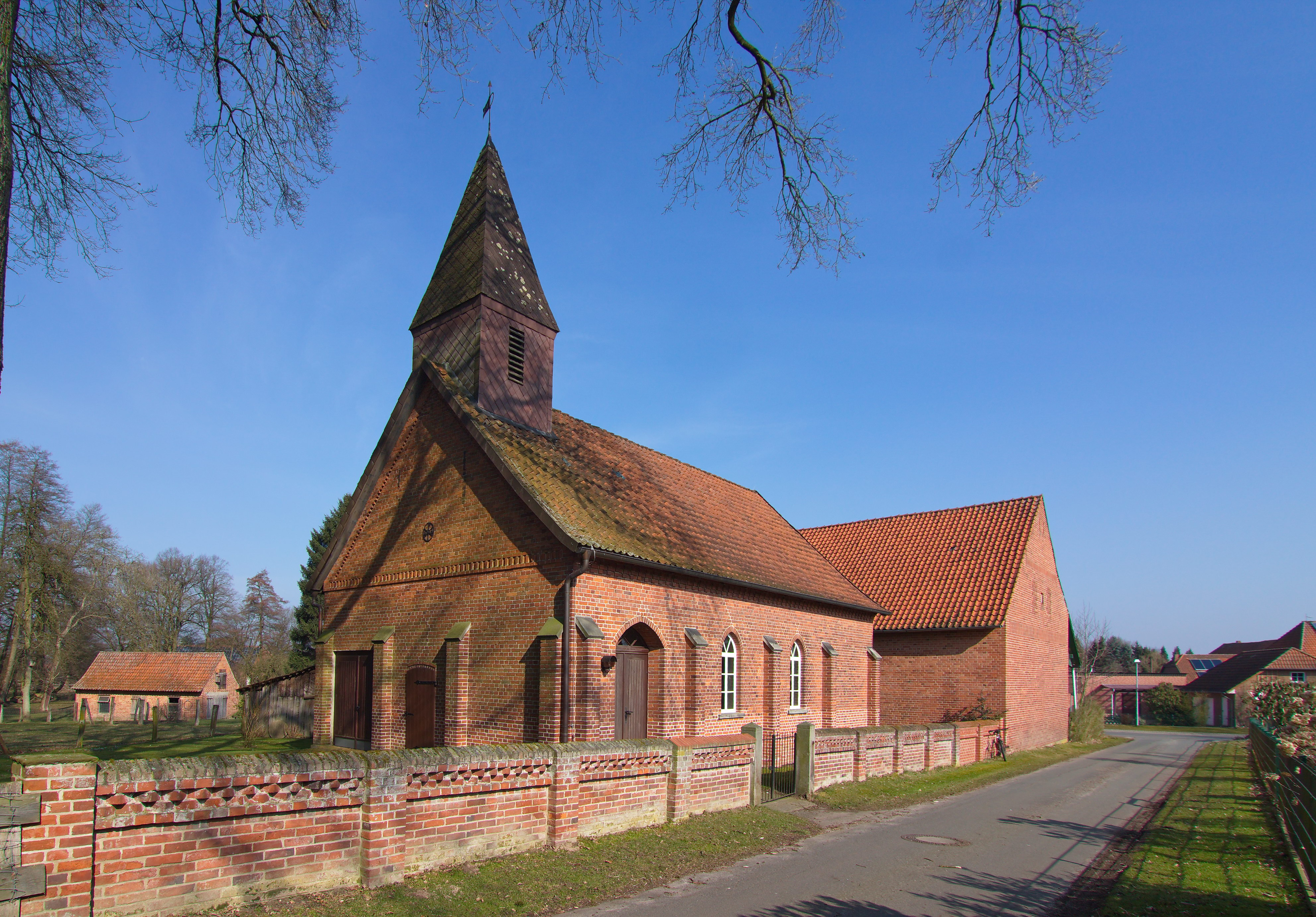
Kapelle von 1881

## Geografie
Der Ort ist stark landwirtschaftlich geprägt. Allerdings hat sich das Ortsbild in den letzten 40 Jahren durch neue Siedlungsgebiete stark verändert. In diesen neuen Siedlungen leben nur Menschen, die außerhalb Wendenborstels ihr Geld verdienen (Hannover, Bremen, Nienburg).

## Geschichte
Wendenborstel wurde 1371 erstmals erwähnt, als ein „Engelbert von Wendenbostel zu Nienburg“ in den Bann getan wurde. Es folgten mehrere Hinweise über Hofkäufe, Schenkungen und Ähnliches. 1504 bestätigte Herzog Erich I. den Vertrag zwischen Rodewald und Wendenborstel, wonach letztere im Rodewalder Bruch Erlen und Birken hauen und Heide und Plaggen mähen durften, auch die Viehweide wurde ihnen gestattet. Damit wurde ein Jahrhunderte dauernder Streit zwischen diesen beiden Orten vorerst beigelegt. Die Angelegenheit soll sich allerdings noch bis 1667 hingezogen haben. Als Folge des Dreißigjährigen Krieges standen 1683 noch drei Hofstellen leer. Für das Jahr 1777 werden dann für Wendenborstel 15 Feuerstätten angegeben. Bei der Volkszählung 1871 waren es 52 Wohngebäude, darunter fünf in Klein Vahrlingen.
1879 brannte ein großer Teil des Dorfes, unter anderem die Kapelle, ab. Im Jahr darauf wurde das Dorf neu aufgebaut, die Fertigstellung der neuen Kapelle erfolgte 1881. Das elektrische Ortsnetz war 1921 soweit hergestellt, dass das Schulhaus elektrisch beleuchtet werden konnte. Im selben Jahr wurde auch der Schützenverein gegründet.
1941 verzeichnete Wendenborstel die ersten fünf Gefallenen im Zweiten Weltkrieg. Der eigene Friedhof des Dorfes wurde 1944 eingeweiht, davor wurden alle Bewohner in Steimbke beerdigt. Am 9. April 1945 marschierten englische Truppen in Wendenborstel ein. 1946 wurden 110 Vertriebene aus Hartmannsdorf (Schlesien) einquartiert, wodurch der Wohnraum im Dorf sehr knapp wurde. Am 23. November 1951 wurde die Freiwillige Feuerwehr des Dorfes gegründet, zwei Jahre später erfolgte die Einweihung eines Kriegerehrenmales.
Am 2. Februar 1974 wurde einstimmig die Eingliederung der politischen Gemeinde Wendenborstel in die Gemeinde Steimbke beschlossen. Zur ehemaligen Gemeinde Wendenborstel gehörten noch die Orte Klein Varlingen und Riede. Seit dem 1. März 1974 gehört Wendenborstel als Ortsteil zur politischen Gemeinde Steimbke.

### Einwohnerentwicklung
| Jahr | Einwohner | Quelle |
| ---- | --------- | ------ |
| 1823 | 212       | [ 5 ]  |
| 1853 | 339       | [ 6 ]  |
| 1867 | 299       | [ 3 ]  |
| 1871 | 316       | [ 3 ]  |
| 1910 | 309       | [ 7 ]  |
| 1925 | 337       | [ 8 ]  |
| 1933 | 323       | [ 8 ]  |

| Jahr | Einwohner | Quelle |
| ---- | --------- | ------ |
| 1939 | 307       | [ 8 ]  |
| 1950 | 568       | [ 1 ]  |
| 1953 | 504       | [ 9 ]  |
| 1956 | 495       | [ 1 ]  |
| 1961 | 427       | [ 10 ] |
| 1970 | 407       | [ 10 ] |
| 1972 | 417       | [ 11 ] |

## Kultur und Sehenswürdigkeiten
Die im Jahr 1881 errichtete Kapelle von Wendenborstel wurde 2006 umfangreich saniert.
Die Sportgemeinschaft Wendenborstel e.V. wurde 1967 gegründet, anschließend wurde ein eigener Sportplatz errichtet.